# Dick Lines
Dick Lines, né le 17 août 1938 à Montréal, est un joueur canadien de baseball évoluant au poste de lanceur de relève le Ligue majeure de baseball de 1966 à 1967.
Il a lancé en relève deux saisons avec les Sénateurs de Washington pour lesquels il prend part à 107 parties, pour 7 victoires, 7 défaites et 6 sauvetages.